# تیرامیسو
تیرامیسو (به ایتالیایی: tiramisù، به معنی «من رو بالا بکش») یکی از محبوب‌ترین کیک‌ها و دسرهای ایتالیایی است. برای تهیهٔ آن، بیسکوئیت را که معمولاً بیسکوئیت ساوویاردی (به ایتالیایی: savoiardi) است آغشته به قهوه نموده، سپس آنها را همراه با مخلوط همزده‌ای از پنیر ماسکارپونه، شکر و زردهٔ تخم‌مرغ به صورت لایه لایه در ظرف گذاشته و با لیکور و کاکائو طعم‌دار می‌کنند. از این دستورالعمل برای تهیهٔ انواع گوناگونی از پودینگ‌ها، کیک‌ها و دسرهای دیگر نیز استفاده می‌شود.

## تاریخچه
اکثر ریشه‌ها و ابداع این دسر به دهه ۱۹۶۰ در منطقه ونتو در ایتالیا در رستورانی به نام لو بچری در شهر ترویزو برمی گردد. بعضی ادعاها همچنان باقی‌ست اما به نظر می‌رسد ابداع کارمینانتونیو یاناکونه (به ایتالیایی: Carminantonio lannaccone) (برای اولین بار توسط دیوید روزنگارتن در گزارش روزنگارتن و بعداً در بالتیمور سان و واشینگتن پست مطرح شد) باشد که در ۲۴ دسامبر ۱۹۶۹ زمانی که او در رستوران سوتوترویزو (به ایتالیایی: Sottotreviso) در شهر ترویزو نزدیک ونیز سرآشپز بود.

## طرز تهیه
تیرامیسو انواع گوناگونی دارد. بعضی از تیرامیسوها بدون تخم مرغ تهیه می‌شوند. در برخی هم از زرده استفاده می‌شود هم از سفیده تخم مرغ و برخی فقط با سفیده تهیه می‌شود.
- ابتدا زرده‌های تخم‌مرغ را با پودر قند و وانیل مخلوط کنید و به کمک همزن برقی با روش بن‌ماری (حرارت غیرمستقیم) ۱۵ دقیقه بزنید تا کاملاً لیمویی و کشدار شود.
- یک فنجان یا کمی بیش‌تر اسپرسو تهیه کنید.
- خامه شیرین شده را نیز با همزن جداگانه بزنید تا کاملاً فرم بگیرد و سفت شود.
- پنیر خامه‌ای را با همزن بزنید تا یکدست و صاف شود. سپس مخلوط زرده تخم مرغ، پودر قند و وانیل را بیفزایید و در نهایت، خامه فرم گرفته را نیز بریزید.
- یک ظرف مناسب بلوری انتخاب کنید و کف ظرف را با نان‌های لطیفه که آغشته به محلول قهوه است بپوشانید. نان‌های لطیفه را به این ترتیب آماده کنید که آنها را از یک طرف با محلول قهوه مرطوب نمایید.
- دور تا دور ظرف را هم مقداری شکلات رنده شده بریزید و سپس از مایه فوق که آماده کرده‌اید مقداری روی نان‌ها بریزید و دوباره روی مایه پنیر را با نان لطیفه آغشته به محلول قهوه بچینید و مقداری شکلات رنده شده دور تا دور ظرف بریزید. این عمل را دوباره تکرار کنید تا مواد پنیری تمام شود.
- در آخر، روی تیرامیسو مقداری شکلات رنده‌شده و بادام پرک و تُست‌شده بریزید.

لازم است این دسر، حتماً یک شب در یخچال بماند تا کاملاً سفت شود.